# Casola in Lunigiana
Casola in Lunigiana is een gemeente in de Italiaanse provincie Massa-Carrara (regio Toscane) en telt 1207 inwoners (31-12-2004). De oppervlakte bedraagt 42,4 km², de bevolkingsdichtheid is 28 inwoners per km².
De volgende frazioni maken deel uit van de gemeente: Argigliano, Casciana, Castello di Regnano, Castiglioncello, Codiponte, Equi Terme, Luscignano, Regnano, Reusa Padula, Ugliancaldo, Vedriano, Vigneta, Vimaiola Montefiore.

## Demografie
Casola in Lunigiana telt ongeveer 590 huishoudens. Het aantal inwoners daalde in de periode 1991-2001 met 8,2% volgens cijfers uit de tienjaarlijkse volkstellingen van ISTAT.
| Jaar | Inwoneraantal |
| ---- | ------------- |
| 1991 | 1341          |
| 2001 | 1231          |

## Geografie
De gemeente ligt op ongeveer 328 m boven zeeniveau.
Casola in Lunigiana grenst aan de volgende gemeenten: Fivizzano, Giuncugnano (LU), Minucciano (LU).

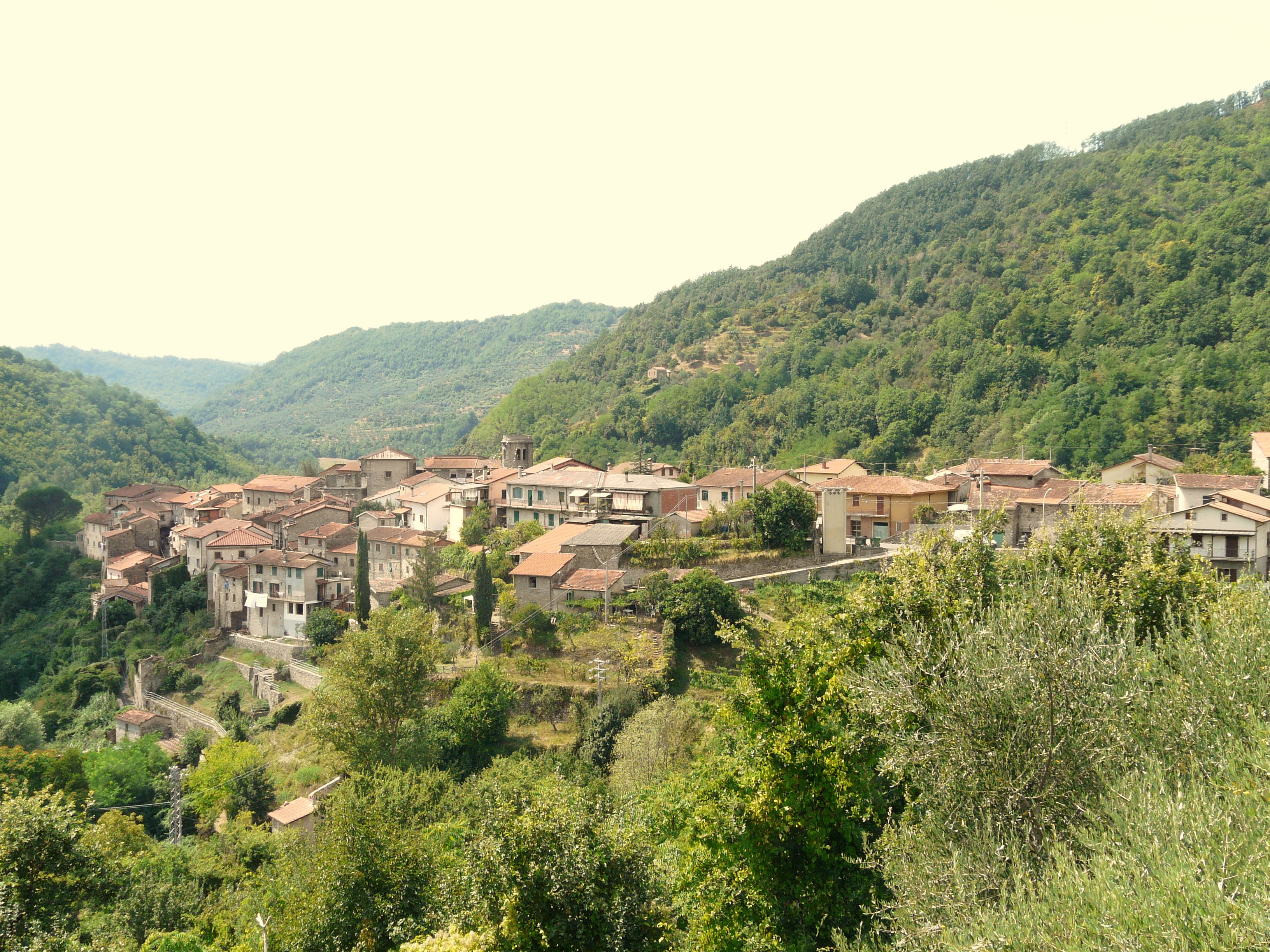
Casola in Lunigiana

Aulla · Bagnone · Carrara · Casola in Lunigiana · Comano · Filattiera · Fivizzano · Fosdinovo · Licciana Nardi · Massa · Montignoso · Mulazzo · Podenzana · Pontremoli · Tresana · Villafranca in Lunigiana · Zeri
1. ↑  https://demo.istat.it/?l=it.